# Joanna Żukowska (ekonomistka)
Joanna Żukowska – polska ekonomistka, specjalistka z zakresu nauk o zarządzaniu, nauczycielka akademicka, profesor Szkoły Głównej Handlowej w Warszawie.

## Kariera naukowa
26 czerwca 2008 roku Joanna Żukowska uzyskała stopień doktora w dziedzinie nauk ekonomicznych na Wydziale Zarządzania Akademii Ekonomicznej im. Karola Adamieckiego w Katowicach na podstawie pracy „Funkcja monitoringu w organizacji wirtualnej”. 11 marca 2020 roku na podstawie pracy „Metody oceny form rozwoju kompetencji pracowników” uzyskała habilitację w dziedzinie nauk społecznych (w dyscyplinie nauk o zarządzaniu i jakości) w Szkole Głównej Handlowej w Warszawie.
Pracowała jako adiunkt w Instytucie Międzynarodowego Zarządzania i Marketingu SGH oraz w Katedrze Zarządzania Przedsiębiorstwem  Akademii Ekonomicznej w Katowicach, następnie uzyskała stanowisko profesora w Zakładzie Przedsiębiorczości i Otoczenia Biznesu SGH oraz została kierownikiem tego zakładu. Zajmuje się także coachingiem, jest członkiem ICF (International Coaching Federation). Jest kierownikiem Studiów Podyplomowych Akademia Profesjonalnego Coacha, kształcących zawodowo coachów metodyką CoachWise, kładącą nacisk na mądre, roztropne podejście do coachingu. Joanna Żukowska pełni także rolę opiekuna naukowego Studenckiego Koła Naukowego Akceleracji.